# Sélection de survie
En biologie de l'évolution, la sélection de survie ou sélection écologique, parfois sélection utilitaire, désigne la forme de sélection naturelle qui correspond à ce qu'on résume couramment sous l'expression « lutte pour la vie », en anglais « struggle for life ». C'est le mécanisme qui sélectionne les phénotypes et les génotypes les mieux à même de résister aux menaces de l'environnement et de se défendre dans la compétition pour les ressources, avec les autres membres d'une même espèce comme avec ceux des autres espèces.

## Un mécanisme biologique complexe
La survie d'un individu dépend de sa capacité à résister à des facteurs environnementaux du milieu dans lequel il vit, telles que les conditions climatiques, la composition physico-chimique du milieu, etc. L'évolution des capacités de résistance d'une espèce est appelée « adaptation ».
Dans leurs efforts de survie, les individus d'une espèce donnée sont aussi soumis à différents types de compétitions avec les autres êtres vivants habitant leur écosystème. Il y a d'une part la compétition interspécifique : pour survivre dans un milieu donné, un organisme doit être capable d'échapper ou de se protéger des prédateurs mais aussi de résister aux parasites. D'autre part, il existe une compétition intraspécifique : les individus d'une même espèce sont en compétition entre eux pour trouver des ressources dans l'environnement, qu'il s'agisse de proies ou d'autres ressources non-nutritives comme des abris (terrier, nid…).

## Histoire du concept
La notion de « struggle for life » est entrée dans le champ de la science le 10 septembre 1859 quand Charles Darwin, après des hésitations, a arrêté le titre de son ouvrage De l’origine des espèces au moyen de la sélection naturelle, ou la Préservation des races favorisées dans la lutte pour la vie.
La sélection de survie est un concept complémentaire de celui de sélection sexuelle, laquelle favorise les individus les plus capables de se reproduire.
Il ne doit pas être confondu avec le concept de survie du plus apte, « survival of the fittest », qui a été élaboré en 1864 par Herbert Spencer en ce que Darwin regardait, en dépit de la faveur de Alfred Russel Wallace pour la formule, comme un dévoiement de ses recherches. Darwin était conscient que le processus biologique de l'évolution est plus complexe que ce que le réductionnisme de Spencer en retient et qu'il comporte aussi la « sélection de famille », qui y inscrit la socialisation des individus. Sous la plume de Darwin, l'expression « struggle for life » ne signifie en rien que la vie se résume à un combat de tous contre tous et encore moins qu'elle justifie que le fort écrase le faible mais désigne le conatus pour se maintenir en vie et maintenir la vie.